# Unibep
Unibep Spółka Akcyjna – przedsiębiorstwo budowlane z siedzibą w Bielsku Podlaskim (woj. podlaskie), jedno z największych przedsiębiorstw budowlanych w Polsce (miejsce 5. na liście Deloitte).
Przedsiębiorstwo działa w segmentach:
- generalne wykonawstwo Unibep SA w Polsce, w ramach którego głównym filarem jest budownictwo mieszkaniowe. Największy generalny wykonawca na rynku warszawskim. Realizuje projekty związane z budownictwem komercyjnym (obiekty hotelowe, biurowe, handlowo–usługowe), a także z budownictwem przemysłowym. Generalne wykonawstwo jest realizowane przez podmiot dominujący Unibep SA.

- generalne wykonawstwo za granicą (Rosja, Białoruś, Ukraina, Niemcy), głównie w zakresie budownictwa komercyjnego. Eksport usług budowlanych jest realizowany przez jednostkę dominującą Unibep SA oraz spółki i przedstawicielstwa obecne w krajach, gdzie prowadzona jest działalność.

- działalność deweloperska, prowadzona za pośrednictwem spółki Unidevelopment SA[4]. Obecnie prowadzone są inwestycje w Warszawie, Poznaniu, Radomiu i Bielsku Podlaskim.

- produkcja modułów drewnianych oraz budowa i montaż domów wielorodzinnych oraz obiektów użyteczności publicznej na rynku skandynawskim (głównie w Norwegii i Szwecji). Inwestycje realizowane przez Oddział Unihouse w Bielsku Podlaskim[5] (Fabryka Domów Modułowych Unihouse w Bielsku Podlaskim).

- budownictwo drogowe i mostowe na terenie Polski północno-wschodniej, realizowane przez Oddział Infrastruktury Unibep SA[6]. Od lipca 2015 roku Unibep SA jest 100-procentowym udziałowcem białostockiej firmy Budrex–Kobi[7], wysokospecjalistycznej spółki budującej mosty, wiadukty i przepusty drogowe na terenie niemal całej Polski.

Spółka Unibep notowana jest na Giełdzie Papierów Wartościowych od 8 kwietnia 2008.

## Struktura
- Unihouse[5] – oddział produkcyjny spółki Unibep SA stosujący technologię modułową do wytwarzania domów wielorodzinnych, hoteli, biurowców (Fabryka Domów Modułowych Unihouse w Bielsku Podlaskim).
- Unidevelopment[9] – spółka powołana do prowadzenia działalności deweloperskiej w obszarze budownictwa mieszkaniowego. Swoje inwestycje realizuje przede wszystkim na rynku aglomeracji warszawskiej. Siedziba znajduje się w Warszawie.
- Oddział Infrastruktury. unibep.pl. [zarchiwizowane z tego adresu (2018-06-18)]. – oddział zajmuje się kompleksowym wykonawstwem robót drogowych łącznie z uzbrojeniem terenu. Biuro znajduje się w Białymstoku.
- BudrexKobi[10] – buduje mosty i przebudowuje obiekty inżynierskie w obrębie dróg. Od 1 lipca 2015 roku właścicielem spółki jest Unibep SA.
- Spółki zagraniczne[11] w Rosji, na Białorusi, Ukrainie, Norwegii.

## Akcjonariat
- Zofia Mikołuszko, 8.800.000 akcji (25,9%)
- Zofia Iwona Stajkowska, 5.000.000 akcji (14,26%)
- Beata Maria Skowrońska, 5.650.000 akcji (16,11%)
- AVIVA Otwarty Fundusz Emerytalny AVIVA BZ WBK, 3.418.920 akcji (9,75%)
- NN OFE, 2.142.359 akcji (6,11%)
- PKO BP Bankowy OFE, 2.098.756 akcji (5,98%)
- pozostali akcjonariusze, 6.960.599 akcji (19,85%)
- Akcje własne, 1.000.000 akcji (2,85%)
- Razem: 35.070.634 (100%)